# Libro de la Ciudad del mundo
El  Libro de la Ciudad del mundo (en catalán Llibre de la ciutat del món) es una obra de Ramon Llull caracterizada porque en ella el autor se presenta como protagonista de la misma. Es por ello que se considera esta obra como una de las que forma parte del conjunto de material autobiográfico sobre Llull, estando incluida en los dos episodios biográficos documentados, el viaje que realizó de París a Viena del Delfinado (Vienne), para asistir (cuando contaba con 79 años) al Concilio ecuménico de la Iglesia católica celebrado en Vienne (Francia) en el año 1311, conocido como Concilio de Vienne; y la despedida, en mayo de 1314, de la ciudad de Mesina antes de irse, a los 82 años, a  Túnez para permanecer allí durante un tiempo.
Esta obra puede encuadrarse, junto con el Llibre de la disputa del clergue Pere i de Ramon, el Fantàstic (en castellano Libro de la disputa del clérigo Pedro y Ramón , el Fantástico), de semejantes características, dentro de la “nueva” literatura luliana, caracterizada por la autobiografía, la disputa, la personificación y la alegoría. El diálogo empleado en ambas obras da lugar a un discurso tenso, incisivo y razonamientos vivaces, aunque no puede dejar de notarse en ellos una cierta carga de apología y autopropaganda.
El libro titulado Llibre de la disputa del clergue Pere i de Ramon, el Fantàstic,  fue escrito durante el viaje de París a Viena del Delfinado, mientras que el llibre de la ciutat del món fuie escrito en Mesina, en mayo de 1314.
Ambas obras están dirigidas a un público laico, gobernantes preocupados e interesados en la reforma espiritual, así como burgueses con inquietudes religiosas.
El “Llibre de la ciutat del món”, del que se conservan cuatro manuscritos, pasó desapercibido para los estudiosos, críticos e historiadores literarios, e incluso editores de Obras esenciales, hasta que,  en el año 1960, fue publicado por Johannes Stöhr. Pero de este libro se llevó a cabo en 1992 la publicación de un estudio exhaustivo de la obra, de la mano de Pedro Ramís, titulado Lectura del “Liber de civitate mundi” de Ramon Llull.
En esta obra el recurso utilizado es el del silogismo completo, unido al uso del gran superlativo, ambos ligados a las definiciones, otro ámbito en el que Llull lleva a cabo aportaciones nuevas; así como se usa el recurso literario de mezclar alegorías con personajes humanos.
En ella, el autor dramatiza una conversación entre siete virtudes creadas y siete dignidades divinas, retiradas, en compañía de los hombres, a un lugar delicioso, donde habitan un suntuoso palacio. Cada virtud se presenta a través de una definición (que puede ser descriptiva o esenciales) en la que se nombra el vicio contrario a ella, que, en ocasiones, también se define.
El personaje Ramon, quien presenta un gran bagaje de servicio a la causa del reforzamiento de la fe a partir de la razón, se convierte en testigo de las acusaciones que recaen sobre la ciudad del mundo. A pesar de que la humanidad racionalmente merece el exterminio, finalmente se sentencia su perdón, emitido por la justicia divina tras escuchar a cuatro mediadores.
El libro aparece estructurado en:
- Prólogo.
- Capítulo I: Lamentación de los mensajeros de las dignidades de Dios.
- Capítulo II: El consejo de las dignidades divinas.
- Capítulo III: El consejo de la misericordia.
- Capítulo IV: La sentencia de la Ciudad del mundo
- Colofón.

Al final de este libro el autor, Ramon Llull, anuncia su retiro, no solo debido a su avanzada edad, contaba con 82 años, sino por su decepción de cómo funcionaba el mundo a su alrededor; y muestra su deseo de ir a vivir a tierra de sarracenos, cosa que hizo en 1314 cuando establece su residencia en Túnez.